# Petra (Vorname)
Petra ist ein weiblicher Vorname.

## Herkunft und Bedeutung
Beim Vornamen Petra handelt es sich um die weibliche Variante von Peter.

## Verbreitung
Der Name Petra ist international weit verbreitet.
In Kroatien gehörte Petra noch bis 2020 zur Top-10 der Vornamenscharts. Zuletzt stand der Name auf Rang 14 der Hitliste (Stand 2021). Auch in Ungarn zählte der Name in den 2000er Jahren noch zu den 10 beliebtesten Mädchennamen. Mittlerweile sank die Popularität. Im Jahr 2021 belegte er Rang 46. In Bosnien und Herzegowina hat sich der Name in der Top-50 der Hitliste etabliert. Zuletzt belegte er ebenfalls Rang 46 (Stand 2021).
In Tschechien stieg Petra in den 1960er Jahren rasch in der Hitliste der 100 meistgewählten Mädchennamen auf. Von 1974 bis 1989 zählte er zu den 3 beliebtesten Mädchennamen, dabei stand er im Jahr 1976 an der Spitze der Hitliste. Vor allem seit den 1990er Jahren sinkt die Popularität des Namens. Im Jahr 2016 belegte er Rang 76 der Vornamenscharts.
In Deutschland tauchte der Name Petra zum ersten Mal im Jahr 1935 in den Vornamenscharts auf. Bereits in den 1940er Jahren erreichte er die Top-50 der Vornamenscharts. Von 1953 bis 1970 zählte er zur Top-10 der Vornamenscharts. 1960 führte Petra die Liste der am häufigsten vergebenen weiblichen Vornamen in der DDR an. Gesamtdeutsche Statistiken sehen die höchste Platzierung des Namens auf Rang 2 (1958, 1959 und 1965). Obwohl die Popularität des Namens sank, blieb er bis in die 1980er Jahre hinein beliebt. Ab den späten 1980er Jahren geriet der Name außer Mode. Zwischen 2010 und 2021 wurde Petra nur etwa 200 Mal als erster Vorname vergeben.

## Varianten
- Bulgarisch: Петра Petra
  - Diminutiv: Пенка Penka, Петя Petja, Петрана Petrana
- Dänisch: Petrine
- Deutsch
  - Diminutiv: Petzi, Pezi
- Englisch (Australien): Peta
  - Diminutiv: Petrina
- Französisch:  Pierrine
  - Diminutiv: Perrine, Pierrette
- Griechisch: Πετρούλα Petroula, Petrula
- Italienisch: Piera, Pietra
  - Diminutiv: Pierina, Pietrina
- Niederländisch: Pierkje
  - Friesisch: Pietje
  - Diminutiv: Peekje, Peterke, Pieterke
- Norwegisch: Petrine
- Tschechisch:
  - Diminutiv: Péťa, Peťa, Petruška

Für männliche Varianten: siehe Peter#Varianten

## Namenstag
Der Namenstag von Petra wird nach der Märtyrerin Petronilla am 31. Mai gefeiert.

## Namensträgerinnen
- Liste aller Wikipedia-Artikel, deren Titel mit Petra beginnt
- Liste aller Wikipedia-Artikel, deren Titel Petra enthält